# موريس جوزيف مانويل
موريس جوزيف مانويل (بالإنجليزية: Maurice Joseph Manuel)‏ هو عسكري أمريكي، ولد في 29 أبريل 1917 في مامو في الولايات المتحدة، وتوفي في 10 نوفمبر 1942 في جوادالكانال في جزر سليمان.